# Brahms-Institut
Il Brahms-Institut è un centro di ricerca, museo, biblioteca e sala concerti a Lubecca, in Germania. Ospita una collezione permanente con molte fonti originali, nonché mostre che cambiano regolarmente. Fa parte della Musikhochschule Lübeck.

## Storia
L'istituto si concentra su musicologi, musicisti e altri che hanno un interesse per la musica. La base è una raccolta del compositore Johannes Brahms (1833-1897). Questo è stato donato all'università di scienze applicate nel 1990 da Kurt Hofmann, che aveva costruito questa collezione sin dagli anni '50 ed è un conoscitore autodidatta del compositore. Dalla sua fondazione nel 1991, la collezione è cresciuta grazie a tutti i tipi di nuove donazioni e acquisti mirati.
Il Brahms-Institut, come sopra indicato, ha acquisito la più grande collezione privata di incisioni, manoscritti e prime e primissime stampe di Brahms nel 1990. Oltre a Brahms l'attenzione si concentra su Robert e Clara Schumann, Theodor Kirchner, Joseph Joachim e alcuni artisti e compositori meno noti dell'epoca. Oltre ai manoscritti musicali, la raccolta comprende anche corrispondenza, foto e disegni.
Nell'estate del 2002 la collezione è stata spostata nella classica Villa Eschenburg. Qui c'è anche una sala in cui si svolgono spettacoli e si tengono conferenze.